# 60-я танковая бригада (1-го формирования)
60-я легкотанковая бригада (60-я лтбр) — воинское соединение автобронетанковых войск в Красной Армии Вооружённых Сил СССР.

## История

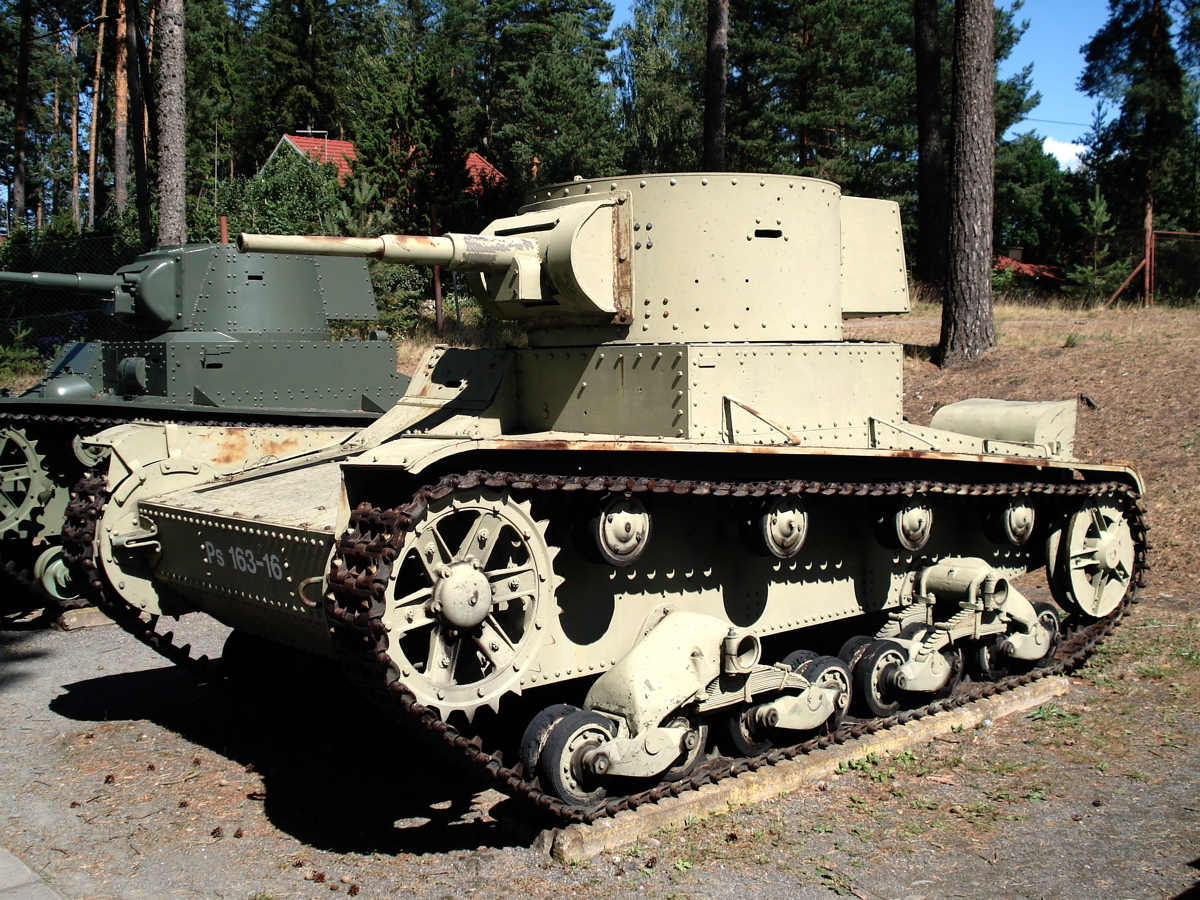
Однобашенный Т-26 с клёпаным корпусом и башней первого образца, узкой нишей

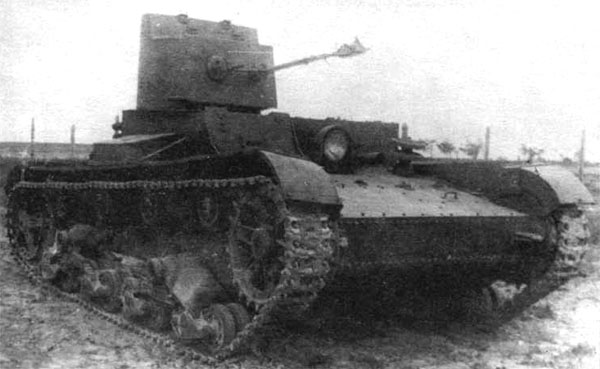
Химический танк ХТ-26

19 августа 1939 года командиром бригады назначен полковник Никифоров Николай Матвеевич. Никифоров в РККА с 1918 г. Служил в 27-й стрелковой дивизии в стрелковых подразделениях. С мая 1932 г. слушатель курсов переподготовки при Ленинградских бронетанковых курсов усовершенствования командного состава. С сентября 1932 г. командир танкового батальона 27-й стрелковой дивизии. С февраля 1936 г. слушатель академических курсов при Военной академии моторизации и механизации. С ноября 1936 г. снова командир танкового батальона 27-й стрелковой дивизии. С февраля 1937 г. слушатель курсов при академии химической защиты. С февраля 1938 г. командир 4-го моторизованного химического полка 2-й моторизованной химической дивизии. С июня 1938 г. по 18 августа 1939 г. врид помощника командира 31-й химической танковой бригады по технической части.
В сентябре 1939 года в Приволжском военном округе начато формирование бригады на основании директивы НКО СССР  № 4/2/48964 от 13 сентября 1939 г. Плановое окончание формирования 1 ноября 1939 г.
Формировалась по штатам № 10/940, 10/942, 10/943, 10/944, 10/1946.
Дислоцировалась на ст. Безымянка.
Имела на вооружении лёгкие танки Т-26.
- Т-26 — советский лёгкий танк, находившийся на вооружении с 1931 года. С весны 1933 года было принята на вооружение модель однобашенного Т-26 с противотанковой 45-мм пушкой обр. 1932 г.. В башне также устанавливался 7,62-мм пулемёт пулемёт . С 1935 года часть башенных пулемётов начали оборудовать, из расчёта на каждый пятый танк, для ведения боевых действий ночью двумя закреплёнными на маске орудия фарами-прожекторами — так называемыми «фарами боевого света».[1]. С конца 1935 года на Т-26 начала устанавливаться дополнительная шаровая установка с пулемётом ДТ-29 в кормовом листе башни.
- ХТ-26\БХМ-3 — советские лёгкие химические (огнемётные) танки, созданные на базе лёгкого танка Т-26. Выпускались они несколькими сериями в период с 1932 по 1936 год. Имели вооружение: огнемёт в пулемётной башне на месте пушки. Рядом находился спаренный с огнемётом пулемёт. На корпусе установлено оборудование для распыления химических веществ. В строю они находились долгое время, достаточно успешно применялись в военном походе в восточные районы Польши - Западную Украину 1939 года, в советско-финляндской войне 1939-1940 годов (Зимней войне) и на начальном этапе Великой Отечественной войны 1941-1945 годов советского народа против Германии. Эксплуатация этой модели в войсках выявила недостатки и по этой причине конструкторы начали поиск новых решений.
- Также на вооружении были револьверы и пистолеты в т.ч. револьверы системы Нагана и пистолеты ТТ; винтовки Мосина; автоматические винтовки Симонова образца 1936 года; станковые пулемёты Максима; (ручные пулемёты конструкции Дегтярёва); грузовые автомобили ГАЗ-АА и ГАЗ-ММ; легковые автомобили ГАЗ-А и ГАЗ-М-1.

В декабре 1939 года бригада переформирована в 47-й танковый полк 173-й моторизованной дивизии.

## Полное название
60-я легкотанковая бригада

## Подчинение
| Дата                    | Фронт                     | Армия | Корпус | Примечания |
| ----------------------- | ------------------------- | ----- | ------ | ---------- |
| сентябрь — декабрь 1939 | Приволжский военный округ |       |        |            |

## Командование
- Николай Матвеевич Никифоров, командир бригады, полковник, (19.08.1939-20.01.1940).
- Василий Андреевич Туманов, военный комиссар, полковой комиссар, (врид с 11.12.1939 г.).

## Состав
- 228-й отдельный танковый батальон
- 231-й отдельный танковый батальон
- 236-й отдельный танковый батальон
- 257-й отдельный учебный танковый батальон
- 288-й отдельный ремонтно-восстановительный батальон
- 314-я отельная химическая рота
- 466-й особый отдел ГУГБ НКВД